# روب جاكسون
روب جاكسون (بالإنجليزية: Rob Jackson)‏ هو لاعب كرة قدم أمريكية أمريكي، ولد في 3 نوفمبر 1985 في ويست هيفن في الولايات المتحدة.

## وصلات خارجية
- روب جاكسون على موقع مرجع كرة القدم المحترفة.كوم (الإنجليزية)